# Coleophora viminetella
Coleophora viminetella é uma espécie de mariposa do gênero Coleophora pertencente à família Coleophoridae.